# 최규승
최규승(1963년 ~ )은 대한민국의 시인이다. 1963년 경남 진주에서 태어났다. 최규승은 김수영, 이성복, 김혜순, 오규원 등의 시를 옮겨 적으며 온전히 자신만을 위한 필사를 하였다.

## 경력
- 2000년: ≪서정시학≫ 신인상 수상
- 2006년: ≪무중력 스웨터≫(천년의시작) 출간
- 2012년: ≪처럼처럼≫(문학과지성사) 출간